# Mogontiacum

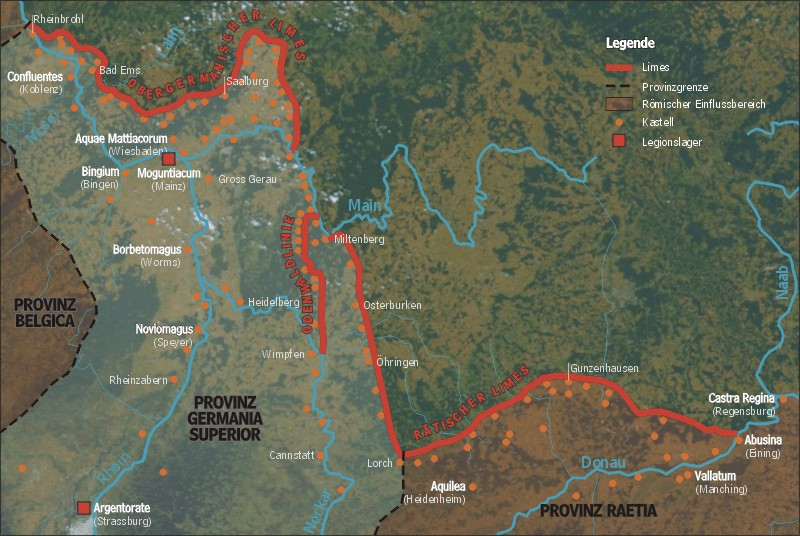
Mogontiacum y el limes en el.

La ciudad de Mogontiacum (Maguncia, Alemania) perteneció al Imperio romano durante casi quinientos años.

## Orígenes

Plano de la evolución de Mogontiacum entre los siglos y.

Su fundación aconteció en el año 38 a. C. con un campamento militar del ejército romano del Rin, bajo Augusto, aunque, de momento, no existen pruebas arqueológicas que lo demuestren. Pero la verdadera entrada de Mogontiacum en la historia se produjo en 13 a. C./12 a. C. con la creación de un campamento legionario permanente en la localidad, dentro de la política augustea de expansión hacia la Germania libera bajo la responsabilidad de Druso hasta su fallecimiento en 9 a. C., a quien le fue dedicado un cenotafio por sus soldados en Mogontiacum, bajo el patrocinio del propio Augusto.
Después de la desastrosa derrota de Varo en la batalla del bosque de Teutoburgo en 9, el Rin se transformó en la frontera de separación permanente entre el Imperio y la Germania independiente, siendo Mogontiacum uno de los puntos clave de la defensa romana.

## Guarnición militar

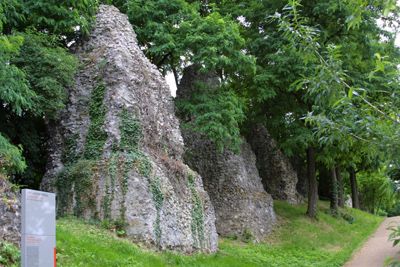
Restos del acueducto que suministraba agua a Mogontiacum.

La base legionaria de Mogontiacum fue ocupada hasta el año 90 por dos legiones —castra duplicia—, momento a partir del cual pasó a tener destinada una sola legión, la Legio XXII Primigenia Pia Fidelis, conocida frecuentemente como la legión de Maguncia, ya que Mogontiacum fue su base permanente hasta el siglo IV.
Mogontiacum sirvió también de base para la preparación de numerosas campañas allende del Rin, con ejércitos de hasta cuatro legiones y numerosas unidades auxiliares, parte de las cuales fueron acuarteladas en un segundo gran campamento suplementario junto a Weisenau, en uso durante todo el siglo I.
Hasta el año 90, la sucesión de legiones acantonadas en Mogontiacum fue la siguiente:

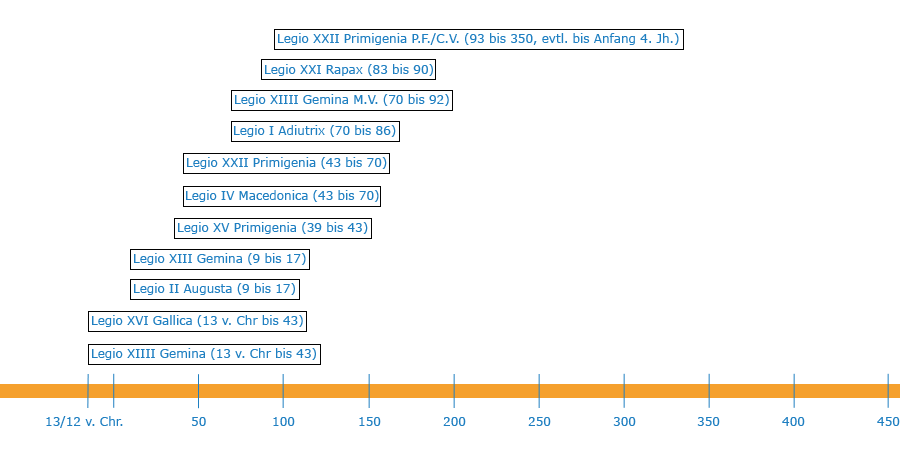
Evolución de las legiones de guarnición de Mogontiacum.

- Hasta 42-43: Legio XIV Gemina y Legio XVI Gallica
- Entre 43 y 70: Legio IV Macedonica y Legio XXII Primigenia
- Entre 70 y 85: Legio I Adiutrix y Legio XIV Gemina
- Entre 85 y 89-90: Legio XXI Rapax y Legio XIV Gemina
- Entre 90 y 96: Legio XIV Gemina
- A partir de 96: Legio XXII Primigenia.

## Historia de la ciudad

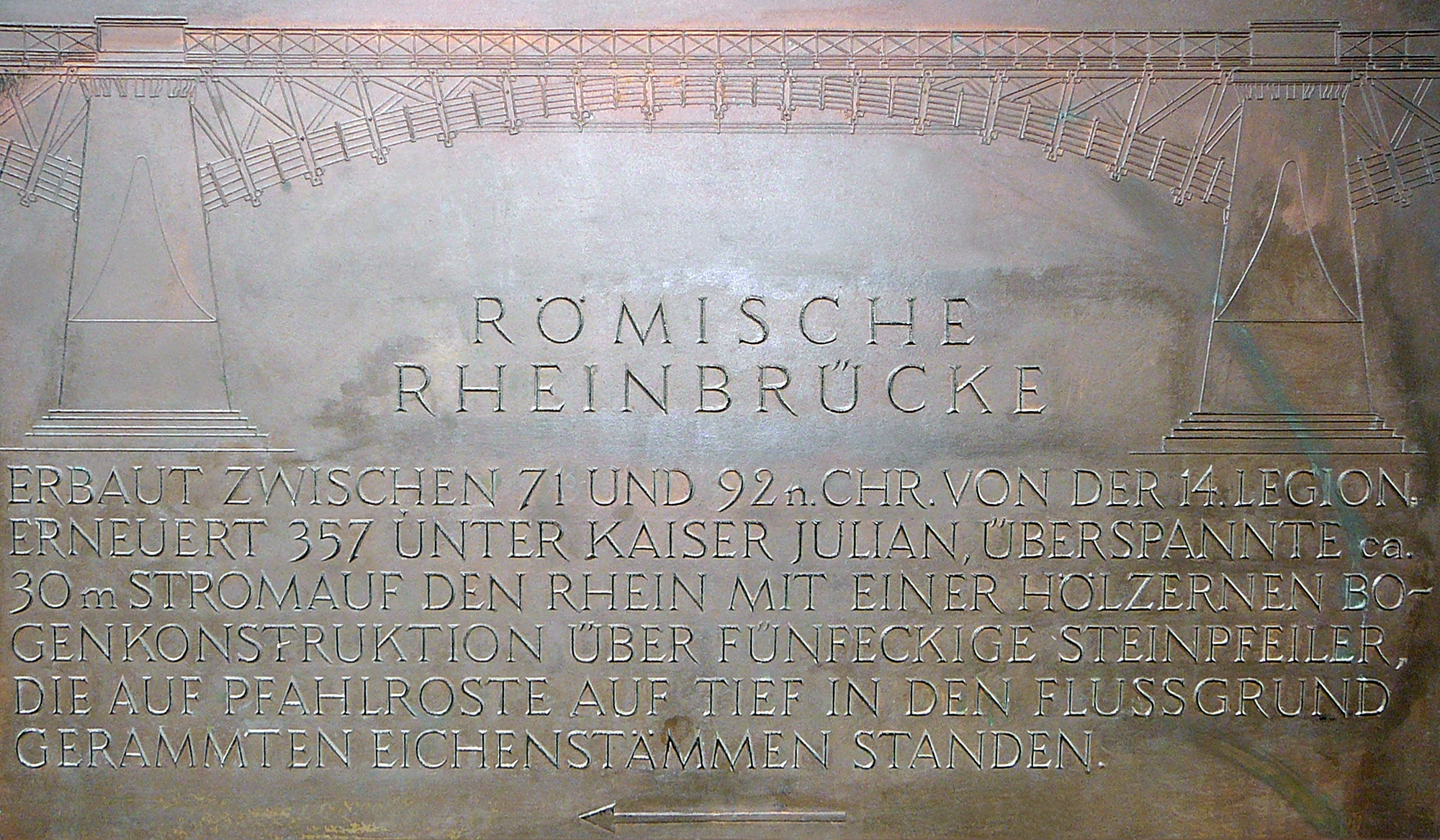
Placa con una reconstrucción moderna del puente romano de Mogontiacum sobre el Rin, tal y como fue monumentalizado bajo Domiciano.

La presencia permanente en Mogontiacum de una importante guarnición sirvió como foco de atracción para comerciantes, artistas, taberneros y población civil dedicada a atender las diferentes necesidades de los soldados, quienes tendían a formar familias irregulares con mujeres de la zona, con la esperanza de convertirlas en sus esposas y legitimar sus hijos cuando fueran licenciados como veteranos. Todos estos civiles constituyeron lo que los romanos llamaban una cannabae, una verdadera ciudad cuya vida giraba en torno a la fortaleza militar. 
A diferencia de otros lugares del Imperio, la cannaba de Mogontiacum no consiguió un estatuto privilegiado de los emperadores hasta finales del siglo I, por lo que el comandante de la fortaleza era la máxima autoridad, rigiendo en ella la ley militar. Sin embargo, los cannabarii intentaron por todos los medios destacar su romanidad y su lealtad al Imperio, constituyendo una buena muestra de ello la erección bajo Nerón de la Gran columna de Júpiter.
El campamento principal, que da nombre al barrio actual de Kästrich, estaba construido de acuerdo con la planta de los campamentos militares romanos, con dos grandes calles ortogonales llamadas Via praetoria o Via principalis y Via decumana, con cuatro puertas, llamadas Porta praetoria, Porta decumana, Porta principalis dextra y Porta principalis sinistra.

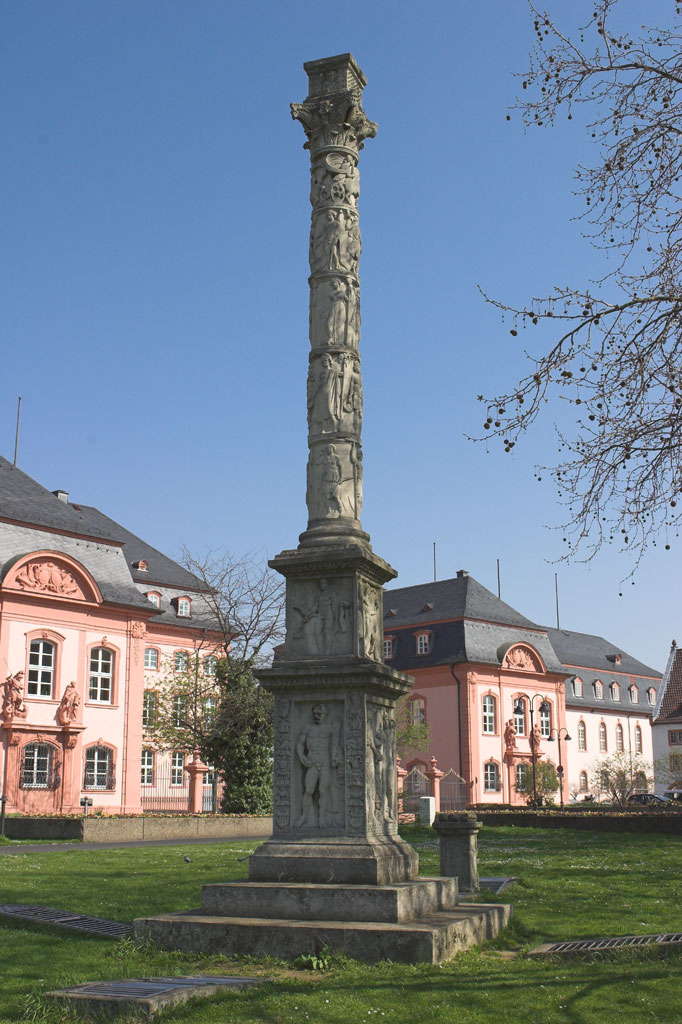
La Columna de Júpiter en Mogontiacum, delante del Parlamento regional (Landtag) de Maguncia.

En 89, después de la represión de la revuelta de Lucio Antonio Saturnino, Mogontiacum conservó su importante función militar y se transformó en una importante ciudad con estatuto municipal y capital de la nueva provincia Germania Superior, creada por Domiciano. Esta provincia controlaba el curso superior del Rin desde Coblenza, cuyo nombre latino era castra ad Confluentes, hasta la frontera de la provincia Germania Inferior, con capital en la Colonia Claudia Ara Agrippinensium (Colonia). 

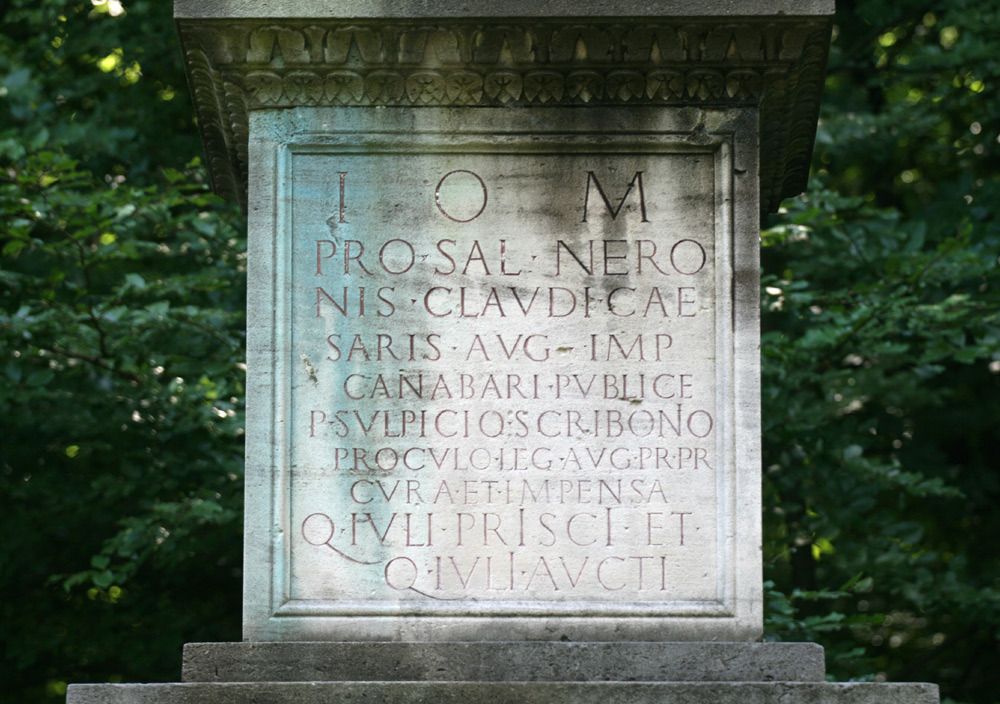
Inscripción votiva dedicada a Júpiter en la cannaba publica de Mogontiacum.

Los emperadores Flavios realizaron en Mogontiacum un gran programa edilicio, que consistió en sustituir las estructuras de madera y tierra del campamento por otras de piedra y ladrillo, en construir un acueducto y dotar al puente que atravesaba el Rin de pilares de piedra, todo ello dentro del programa de fortificación del limes renano, que se transformó de límite móvil, pensado para invadir y conquistar la Germania libera, en una auténtica frontera militarizada y fortificada.
La cannaba de Mogontiacum continuó su expansión a lo largo de los siglos I y II, pero nunca consiguió alcanzar el status de colonia romana como Colonia o Tréveris. El floreciente comercio generado por la base militar y el abastecimiento del limes y las relaciones con la Germania libera hicieron prosperar la ciudad, aunque sobre ella pendió siempre la amenaza de ataque y de invasión, desde la otra orilla del Rin, por tribus como los catos, los alamanes o los vándalos, especialmente en el siglo III después del exitoso ataque alamán contra el limes de 258. De esta época data el Arco de Dativus Victor conservado en el trazado urbano de la ciudad. Esa invasión condujo a la pérdida de los Agri Decumates, territorio romano entre los ríos Rin y Danubio, por lo que Mogontiacum volvió a ser plenamente ciudad fronteriza.

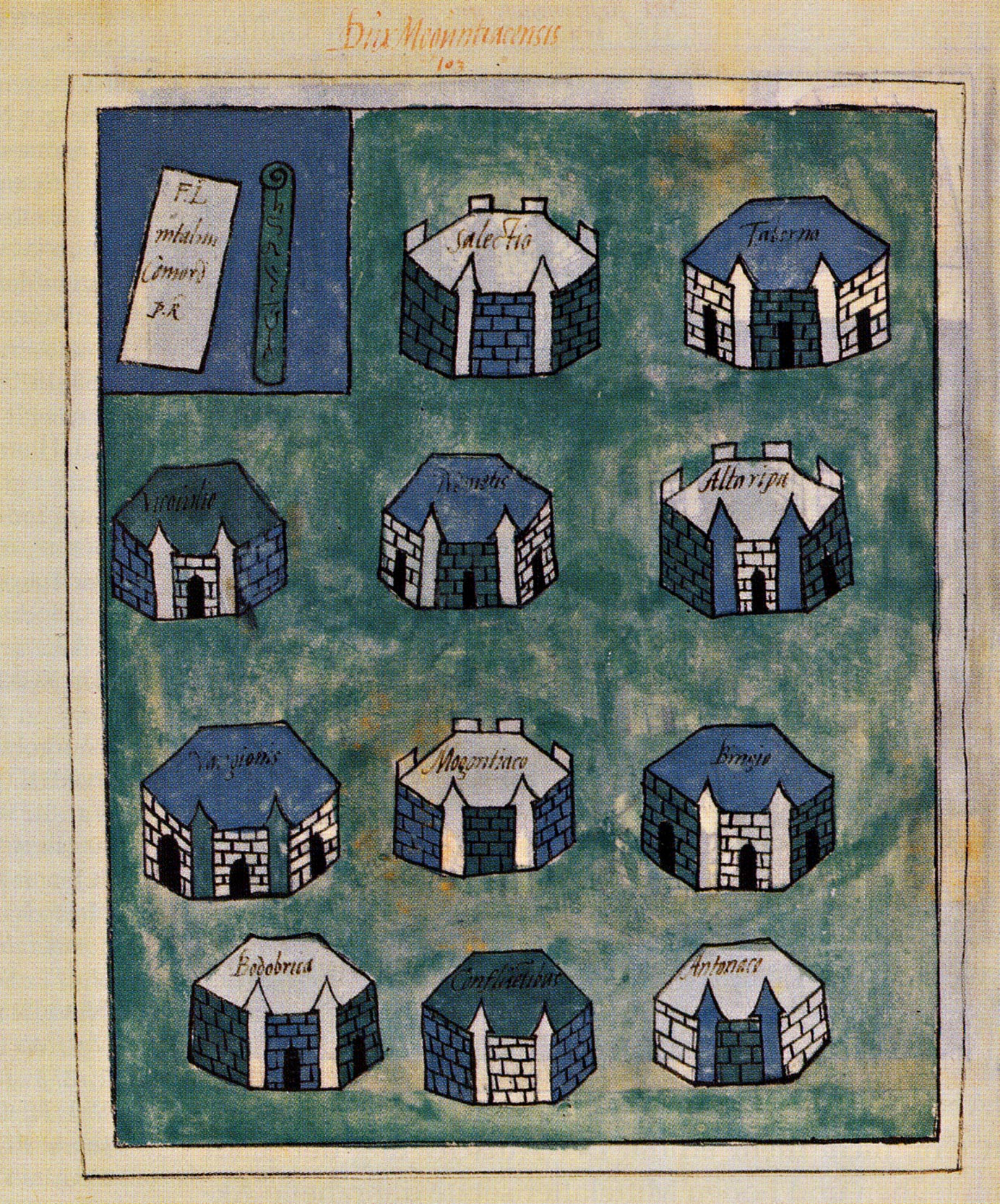
Insignias del Dux Mogontiacensis en los siglos y.

Durante los siglos III y IV, el cristianismo llegó a Mogontiacum, aunque no existen pruebas fehacientes antes de 343, cuando aparece por primera vez un obispo llamado Martinus o Marinus. 
Mogontiacum se convirtió bajo Constantino I en sede del Dux Mogontiacensis, a cuyo mando estaban las tropas y la flota fluvial que vigilaban esta zona del limes.
A lo largo del siglo IV, el Imperio romano tuvo cada vez más problemas para mantener operativo el limes renano, y ello afectó a Mogontiacum, constantemente amenazada por los alamanes, quienes llegaron a ocuparla en 352-355, y de nuevo fue invadida en 357, 368 y 370.
El César Juliano expulsó a los alamanes de Mogontiacum en 357 y reforzó la classis renana en la ciudad, apareciendo vestigios de muelles en la orilla del Rin llamados «Dimesser Ort». Las murallas, ya reforzadas en el siglo III, y dañadas por los invasores, fueron reconstruidas en la segunda mitad del siglo IV. 
En la Nochevieja de 406-407, un conglomerado de pueblos bárbaros atravesaron el Rin helado sin oposición y arrasaron Mogontiacum. En 451, los hunos conquistaron la ciudad, aunque sin causar grandes daños, a pesar de que ya se encontraba gravemente deteriorada, al haber sido abandonada por el poder imperial. A finales del siglo V, los francos incorporaron Mogontiacum a su zona de influencia.